# Iranattus rectangularis
Iranattus rectangularis är en spindelart som beskrevs av Prószynski 1992. Iranattus rectangularis ingår i släktet Iranattus och familjen hoppspindlar. Inga underarter finns listade i Catalogue of Life.